# Dunakeszi
Dunakeszi es una ciudad  (en húngaro: "város"), capital del distrito homónimo en el condado de Pest, en Hungría. Forma parte del área metropolitana de Budapest.
Su población en 2013 era de 40 441 habitantes.
Se ubica en la periferia septentrional de la capital nacional Budapest en la orilla oriental del Danubio, en la salida de la capital por la carretera E77 que lleva a Cracovia.

## Ciudades hermanadas
Dunakeszi está hermanada con:
- Cristuru Secuiesc, Rumanía
- Casalgrande, Italia (1989)
- Stary Sącz, Polonia (2005)